# Luty 2003

## 1 lutego2003
- Katastrofa wahadłowca Columbia podczas powrotu z przestrzeni kosmicznej. Zginęło siedmiu astronautów, w tym pierwszy astronauta z Izraela

## 4 lutego2003
- Parlament Jugosławii przegłosował decyzję o zmianie nazwy państwa na Serbia i Czarnogóra

## 14 lutego2003
- Uśpienie owcy Dolly, pierwszego sklonowanego ssaka

## 17 lutego2003
- pożar metra w Daegu w Korei Południowej, zginęły 133 osoby, samobójca – podpalacz przeżył.

## 25 lutego2003
- Piotr Smolana (Samoobrona) zrezygnował z udziału w sejmowej komisji śledczej badającej aferę Rywina.

## 27 lutego2003
- Ryszard Kalisz (SLD) zrezygnował z udziału w sejmowej komisji śledczej badającej aferę Rywina.

## 28 lutego2003
- Sejm powołał do komisji śledczej badającej aferę Rywina Anitę Błochowiak z SLD i Renatę Beger z Samoobrony.